# 住宅顕信

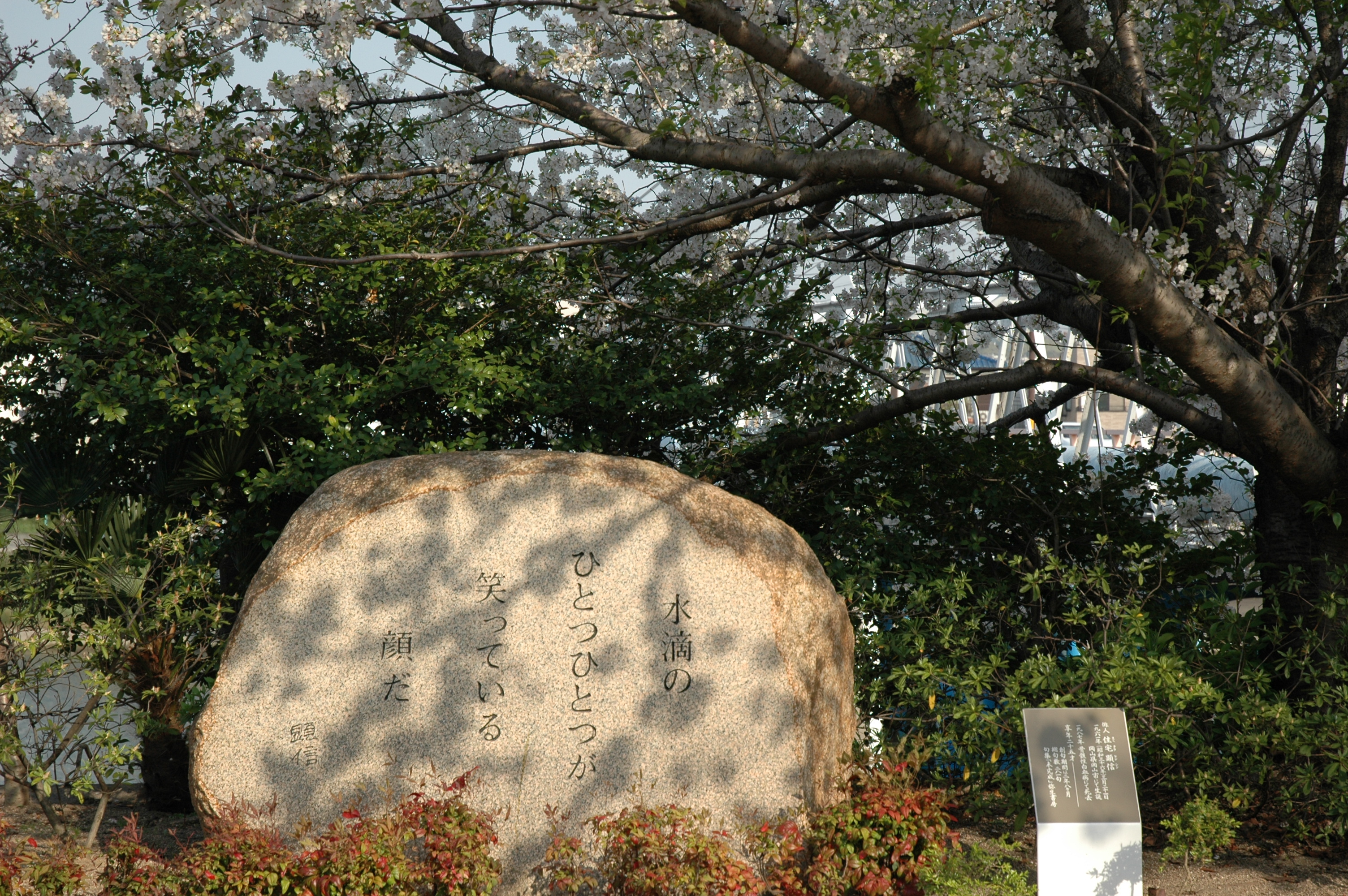
旭川河畔に立つ顕信句碑

住宅 顕信（すみたく けんしん、1961年3月21日 - 1987年2月7日）は、日本の俳人。本名・住宅 春美（すみたく はるみ）。

## 経歴
岡山県岡山市に生まれる。岡山市立石井中学校卒業。1976年4月、岡山市内の下田学園調理師学校に入学。同時に就職し、昼は勤務し夜は通学という生活に入る。4歳年上の女性と知り合い、同棲を始める。この頃より詩、宗教書、哲学書に親しむ。1978年3月、下田学園卒業。1980年、父親の勤務先である岡山市役所に臨時職員で採用され、清掃の仕事に従事。
仏教に傾倒し、1982年9月より、中央仏教学院の通信教育を受講。翌1983年4月、教育課程修了。7月、西本願寺にて得度。浄土真宗本願寺派の僧侶となり、法名を「釋顕信」と名乗る。10月、同棲相手と結婚。両親の援助により自宅の一部を改造して仏間をつくり、浄土教の根本経典「無量寿経」にちなみ、「無量寿庵」と名付ける。
1984年2月、急性骨髄性白血病を発病し岡山市立市民病院に入院。6月、長男誕生。不治の病の夫に対して妻の実家の希望により離婚。長男は顕信が引き取り、病室にて育てる。10月、自由律俳句雑誌「層雲」の誌友となり、層雲社事務室の池田実吉に師事。この頃より自由律俳句に傾倒し、句作に励むようになる。特に尾崎放哉に心酔。
1985年に句集『試作帳』を自費出版。「層雲」に権威主義的な疑念を感じ、「層雲」の元編集者である藤本一幸が主宰する自由律俳句誌「海市」に参加する。翌1986年、「海市」編集同人となる。病状が悪化し、この年の12月からは代筆によらなければ投書できなくなる。
1987年2月7日23時23分、死亡（真宗では往生）。享年25。俳人としての創作期間はわずか3年で、生涯に残した俳句は281句だった。法名は泉祥院釈顕信法師。1988年、句友であった岡山大学教授・池畑秀一らの尽力により、句集『未完成』（彌生書房）刊行。
2019年6月、顕信の生涯を描いた映画『ずぶぬれて犬ころ』が公開された。監督は本田孝義、顕信役は木口健太が演じる。

## 著書
- 『未完成 句集』弥生書房 1988
- 『ずぶぬれて犬ころ』中央公論新社 2002
- 『住宅顕信全俳句集全実像 夜が淋しくて誰かが笑いはじめた』池畑秀一監修 小学館 2003
- 『住宅顕信句集 「未完成 」』春陽堂書店 2003

## 関連図書
- 辻仁成、小林恭二、石井聰亙、香山リカ、長嶋有、友川カズキ『住宅顕信読本 ― 若さとはこんな淋しい春なのか』（中央公論新社、2002年）
- 香山リカ『いつかまた会える ― 顕信: 人生を駆け抜けた詩人』（中央公論新社、2002年）
- 横田賢一『生きいそぎの俳人 住宅顕信　25歳の終止符』（七つ森書館、2007年）